# Arepa de choclo
La arepa de choclo, de chócolo, de maíz tierno o de maíz verde, chorreada, cosposa, tortilla de choclo, de maíz o de tiesto, cachapa, toquera o toquete es un plato típico a base de maíz de varios países latinoamericanos como Colombia, Costa Rica, Ecuador, México y Venezuela.
Tiene una preparación idéntica a la de las cachapas, y, en algunos casos, similar a los panqueques, pero no se hace con harina de trigo, sino con granos de maíz entero. Sus ingredientes incluyen panela o azúcar, sal, mantequilla, queso campesino, etc. Se cocina en comal, sartén o tiesto. Se puede conseguir en los supermercados como harina de maíz lista para preparar, aunque sin la consistencia del producto original que incluye la cascarilla del grano de maíz.

## Colombia
En Colombia se conoce como arepa de choclo, de chócolo, de maíz tierno o de maíz verde.
Existen registros antropologicos del cultivo de maíz en la zona sur occidente del país desde hace más de 6 000 años.
Es típica de la Región Andina, abarcando los departamentos de Antioquia, Boyacá, Cauca, Cundinamarca, Huila, Nariño, Norte de Santander, Putumayo, Santander y Tolima. Fue introducida al Valle del Cauca por colonizadores paisas.
Se consume como desayuno o aperitivo y se sirve con quesito o queso fresco y con una taza de café o chocolate caliente como acompañantes.

## Costa Rica
En Costa Rica se conoce como chorreada debido a que su preparación, que tiene cierta consistencia líquida antes de cocerse, se chorrea sobre el comal.
La chorreada se consume en todo el país, principalmente en comunidades rurales. Consiste en una especie de torta de maíz dulce o tierno al cual se le añade azúcar o sal y se cuece en un comal. Casi siempre se sirve con natilla y/o algún tipo de queso.
La cosposa tiene la misma preparación, pero un sabor distinto, ya que está elaborada con maíz sazón, entre seco y tierno, que se denomina «maíz cospó».

## Ecuador
En Ecuador se conoce como tortilla de choclo, de maíz o de tiesto.
Su masa se prepara con maíz molido, leche, manteca, huevos, sal y azúcar, los cuales se mezclan y, tras dárseles su forma característica, se colocan en un tiesto a altas temperaturas, hasta obtener un color dorado oscuro en ambos lados.

## México
En México se conoce como toquera o toquete, dependiendo del estado.

## Impactos en la salud
El maíz dulce, ingrediente principal de la arepa de choclo tiene presencia de aflatoxinas, compuestos químicos relacionados con la aparición de cáncer en seres humanos y varias especies de animales.